# Mistaken Identity (Donna Summer)
Mistaken Identity è il quindicesimo album in studio della cantautrice statunitense Donna Summer, pubblicato nell'agosto del 1991 dall'etichetta Atlantic Records.

## Successo commerciale
L'album è da ritenersi un flop discografico in quanto non riuscì ad entrare né nelle classifiche Billboard 200 e generale degli Stati Uniti, né in quelle di altri Paesi.
| Recensione | Giudizio |
| ---------- | -------- |
| AllMusic   |          |

## Tracce
1. Get Ethnic – 5:21 (Donna Summer, Keith Diamond, Paul Chiten, Anthony Smith, Larry Henley)
2. Body Talk – 4:48 (Donna Summer, Keith Diamond, Paul Chiten, Anthony Smith, Larry Henley)
3. Work That Magic – 5:00 (Donna Summer, Keith Diamond, Paul Chiten, Anthony Smith, Larry Henley)
4. When Love Cries – 5:15 (Donna Summer, Keith Diamond, Paul Chiten, Anthony Smith, Larry Henley)
5. Heaven's Just a Whisper Away – 4:06 (Keith Diamond, Anthony Smith, Larry Henley)
6. Cry of a Waking Heart – 4:36 (Betsy Cook, Bruce Wooley)
7. Friends Unknown – 3:44 (Donna Summer, Keith Diamond, Anthony Smith, Vanessa Smith)
8. Fred Astaire – 4:40 (Donna Summer, Keith Diamond, Anthony Smith, Donna Wyant)
9. Say a Little Prayer – 4:07 (Donna Summer, Keith Diamond, Anthony Smith, Donna Wyant)
10. Mistaken Identity – 4:08 (Donna Summer, Keith Diamond, Anthony Smith, Donna Wyant)
11. What Is It You Want – 4:40 (Donna Summer, Keith Diamond, Anthony Smith, Donna Wyant, Vince Laurence, Dave Resnik)
12. Let There Be Peace – 3:59 (Donna Summer, Keith Diamond)